# Тетракаин
Тетракаи́н (лат. Tetracainum) — высокоэффективный местный анестетик, широко применяемый в офтальмологии, а также в стоматологической, оториноларингологической, урологической, гинекологической практике и эндоскопии. Входит в список необходимых лекарств ВОЗ.

## История
Был впервые запатентован в 1930 , и начал использоваться в медицине в 1941 году.

## Физические свойства
Белый кристаллический порошок без запаха. Легко растворим в воде (1:10), спирте (1:6). Растворы стерилизуют при +100 °С в течение 30 мин; для стабилизации растворов прибавляют раствор хлористоводородной кислоты до рН 4,0 — 6,0.

## Синтез
Тетракаин синтезируют из 4-бутиламинобензойной кислоты. На первой стадии проводится реакция этерификации в кислой среде под действием этанола. На следующей стадии в условиях щелочного катализа небольшими количествами этилата натрия осуществляется переэтерификация этилового эфира 4-бутиламинобензойной кислоты при кипячении с избытком 2-диметиламиноэтанола.

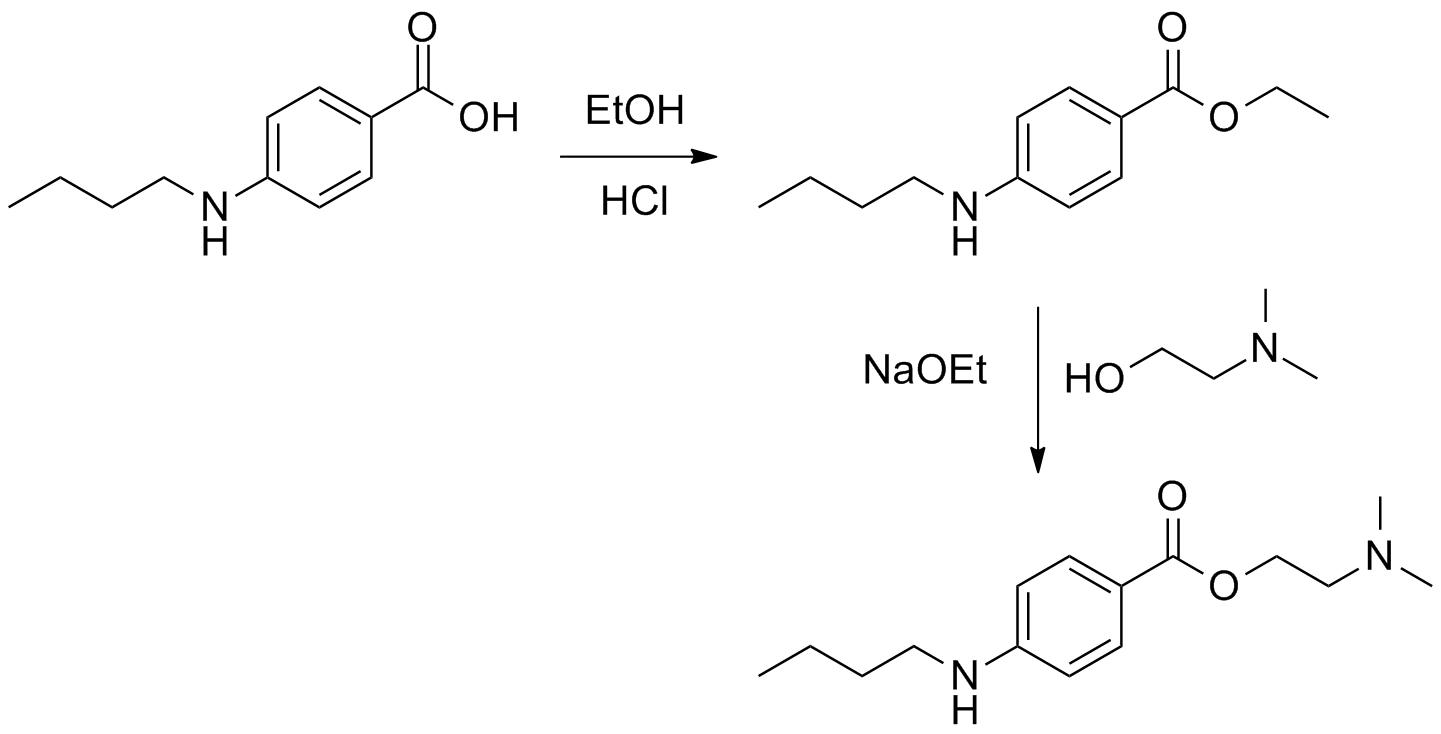
Синтез тетракаина по патенту США № 1889645 (Winthrop Chem. Co., 1932)

## Применение
Тетракаин используют только для поверхностной анестезии.